# Volley Bergamo 2019-2020
Questa voce raccoglie le informazioni riguardanti il Volley Bergamo nelle competizioni ufficiali della stagione 2019-2020.

## Stagione
La stagione 2019-20 è per il Volley Bergamo, con il nome sponsorizzato di Zanetti Bergamo, la ventiseiesima consecutiva in Serie A1. In panchina viene chiamato Marcello Abbondanza, sostituito a campionato in corso da Marco Fenoglio; la rosa viene parzialmente modificata: alle partenze di Hannah Tapp, Roslandy Acosta, Carlotta Cambi, Megan Courtney e Camilla Mingardi, fanno seguito gli arrivi di Laura Melandri, Slađana Mirković e Annie Mitchem, mentre tra le conferme quelle di Sara Loda, Immacolata Sirressi, Rossella Olivotto e Malwina Smarzek.
Il campionato si apre con la vittoria sul Filottrano a cui fanno seguito sei sconfitte consecutive, interrotte soltanto, alla sesta giornata, dal successo contro la Wealth Planet Perugia: seguono tre vittorie e poi due stop che fanno chiudere il girone di andata al club di Bergamo al nono posto, non utile per qualificarsi alla Coppa Italia 2019-20. Nel girone di ritorno il Bergamo conquista quattro successi su tre gare disputate, seguono poi due sconfitte, fino a che il campionato viene prima sospeso e poi definitivamente interrotto a causa del diffondersi in Italia della pandemia di COVID-19: al momento dell'interruzione la squadra stazionava all'ottavo posto in classifica.

## Organigramma societario
Area direttiva
- Presidente: Luciano Bonetti

Area tecnica
- Allenatore: Marcello Abbondanza (fino al 18 novembre 2019), Marco Fenoglio (dal 26 novembre 2019)
- Allenatore in seconda: Daniele Turino
- Assistente allenatore: Matteo Prezioso
- Scout man: Gianni Bonacina

Area sanitaria
- Medico: Fabrizio Caporali
- Fisioterapista: Iacopo Caputo, Davide Pavanelli
- Preparatore atletico: Michele Patoia

## Rosa
| N° | Nome                | Ruolo | Data di nascita | Nazionalità sportiva |
| -- | ------------------- | ----- | --------------- | -------------------- |
| 1  | Malwina Smarzek     | O     | 3 giugno 1996   | Polonia              |
| 2  | Lucia Imperiali     | L     | 5 maggio 1999   | Italia               |
| 3  | Rossella Olivotto   | C     | 27 aprile 1991  | Italia               |
| 4  | Kiera Van Ryk       | S     | 6 gennaio 1999  | Canada               |
| 5  | Immacolata Sirressi | L     | 19 maggio 1990  | Italia               |
| 7  | Vittoria Prandi     | P     | 4 novembre 1994 | Italia               |
| 8  | Samara de Almeida   | S     | 16 luglio 1992  | Brasile              |
| 9  | Laura Melandri      | C     | 31 gennaio 1995 | Italia               |
| 13 | Slađana Mirković    | P     | 7 ottobre 1995  | Serbia               |
| 16 | Giada Civitico      | C     | 5 dicembre 2000 | Italia               |
| 17 | Sara Loda           | S     | 22 agosto 1990  | Italia               |
| 22 | Annie Mitchem       | S     | 22 aprile 1994  | Stati Uniti          |

## Mercato
| Acquisti | Acquisti          | Acquisti         | Acquisti   |
| R.       | Nome              | da               | Modalità   |
| -------- | ----------------- | ---------------- | ---------- |
| C        | Giada Civico      | Lecco Picco      | definitivo |
| S        | Samara de Almeida | RC Cannes        | definitivo |
| C        | Laura Melandri    | Pro Victoria     | definitivo |
| P        | Slađana Mirković  | Chemik Police    | definitivo |
| S        | Annie Mitchem     | Savino Del Bene  | definitivo |
| P        | Vittoria Prandi   | Zambelli Orvieto | definitivo |
| S        | Kiera Van Ryk     | British Columbia | definitivo |

| Cessioni | Cessioni         | Cessioni              | Cessioni   |
| R.       | Nome             | a                     | Modalità   |
| -------- | ---------------- | --------------------- | ---------- |
| S        | Roslandy Acosta  | Minas                 | definitivo |
| P        | Carlotta Cambi   | Cuneo Granda          | definitivo |
| P        | Giulia Carraro   | Savino Del Bene       | definitivo |
| S        | Megan Courtney   | AGIL                  | definitivo |
| S/O      | Camilla Mingardi | Millenium Brescia     | definitivo |
| C        | Ema Strunjak     | Wealth Planet Perugia | definitivo |
| C        | Hannah Tapp      | Hitachi Rivale        | definitivo |

## Risultati

### Serie A1

#### Girone di andata
| 1ª giornata - 13 ottobre 2019 Palazzetto dello sport, Bergamo   | Bergamo         | 3 - 0 | Filottrano            | 25-23, 25-22, 27-25               |
| 2ª giornata - 20 ottobre 2019 Palazzetto dello Sport, Monza     | Pro Victoria    | 3 - 1 | Bergamo               | 27-29, 25-12, 25-16, 25-23        |
| 3ª giornata - 27 ottobre 2019 Palazzetto dello sport, Bergamo   | Bergamo         | 2 - 3 | Savino Del Bene       | 25-16, 26-28, 25-23, 23-25, 11-15 |
| 4ª giornata - 31 ottobre 2019 PalaRadi, Cremona                 | Casalmaggiore   | 3 - 2 | Bergamo               | 25-17, 25-22, 24-26, 20-25, 15-13 |
| 5ª giornata - 4 novembre 2019 PalaVerde, Villorba               | Imoco           | 3 - 0 | Bergamo               | 25-21, 29-27, 25-16               |
| 6ª giornata - 10 novembre 2019 Palazzetto dello sport, Bergamo  | Bergamo         | 3 - 2 | Wealth Planet Perugia | 19-25, 22-25, 25-18, 25-22, 15-10 |
| 7ª giornata - 17 novembre 2019 Palazzetto dello sport, Bergamo  | Bergamo         | 1 - 3 | UYBA                  | 25-21, 22-25, 23-25, 18-25        |
| 8ª giornata - 24 novembre 2019 Nelson Mandela Forum, Firenze    | San Casciano    | 3 - 1 | Bergamo               | 25-18, 28-26, 22-25, 25-16        |
| 9ª giornata - 1º dicembre 2019 Palazzetto dello sport, Bergamo  | Bergamo         | 3 - 1 | Cuneo Granda          | 25-20, 19-25, 25-23, 25-21        |
| 10ª giornata - 8 dicembre 2019 PalaVignola, Caserta             | VolAlto Caserta | 2 - 3 | Bergamo               | 17-25, 22-25, 35-33, 26-24, 11-15 |
| 11ª giornata - 14 dicembre 2019 Palazzetto dello sport, Bergamo | Bergamo         | 3 - 1 | Millenium Brescia     | 21-25, 25-23, 25-17, 25-13        |
| 12ª giornata - 22 dicembre 2019 PalaMaddalene, Chieri           | Chieri '76      | 3 - 1 | Bergamo               | 25-23, 18-25, 25-15, 25-20        |
| 13ª giornata - 26 dicembre 2019 Palazzetto dello sport, Bergamo | Bergamo         | 0 - 3 | AGIL                  | 24-26, 16-25, 20-25               |

#### Girone di ritorno
| 14ª giornata - 15 gennaio 2020 PalaTriccoli, Jesi                | Filottrano            | 0 - 3 | Bergamo         | 13-25, 18-25, 15-25               |
| 15ª giornata - 19 gennaio 2020 Palazzetto dello sport, Bergamo   | Bergamo               | 3 - 2 | Pro Victoria    | 25-23, 23-25, 19-25, 25-23, 15-11 |
| 16ª giornata - 26 gennaio 2020 Palazzetto dello Sport, Scandicci | Savino Del Bene       | 3 - 0 | Bergamo         | 25-16, 25-23, 25-13               |
| 17ª giornata - 9 febbraio 2020 Palazzetto dello sport, Bergamo   | Bergamo               | 3 - 1 | Casalmaggiore   | 18-25, 28-26, 25-23, 25-21        |
| 18ª giornata - 12 febbraio 2020 Palazzetto dello sport, Bergamo  | Bergamo               | 0 - 3 | Imoco           | 21-25, 21-25, 23-25               |
| 19ª giornata - 16 febbraio 2020 PalaEvangelisti, Perugia         | Wealth Planet Perugia | 3 - 2 | Bergamo         | 25-17, 19-25, 25-22, 21-25, 15-11 |
| 20ª giornata - 18 marzo 2020 PalaPiantanida, Busto Arsizio       | UYBA                  | -     | Bergamo         | annullata                         |
| 21ª giornata - 1º aprile 2020 Palazzetto dello sport, Bergamo    | Bergamo               | -     | San Casciano    | annullata                         |
| 22ª giornata - 5 aprile 2020 PalaCastagnaretta, Cuneo            | Cuneo Granda          | -     | Bergamo         | annullata                         |
| 23ª giornata - 8 marzo 2020 Palazzetto dello sport, Bergamo      | Bergamo               | -     | VolAlto Caserta | annullata                         |
| 24ª giornata - 15 marzo 2020 PalaGeorge, Montichiari             | Millenium Brescia     | -     | Bergamo         | annullata                         |
| 25ª giornata - 21 marzo 2020 Palazzetto dello sport, Bergamo     | Bergamo               | -     | Chieri '76      | annullata                         |
| 26ª giornata - 28 marzo 2020 PalaTerdoppio, Novara               | AGIL                  | -     | Bergamo         | annullata                         |

## Statistiche

### Statistiche di squadra
| Competizione | Punti | In casa | In casa | In casa | In trasferta | In trasferta | In trasferta | Totale | Totale | Totale |
| Competizione | Punti | G       | V       | P       | G            | V            | P            | G      | V      | P      |
| ------------ | ----- | ------- | ------- | ------- | ------------ | ------------ | ------------ | ------ | ------ | ------ |
| Serie A1     | 24    | 10      | 6       | 4       | 9            | 2            | 7            | 19     | 8      | 11     |
| Totale       | -     | 10      | 6       | 4       | 9            | 2            | 7            | 19     | 8      | 11     |

G = partite giocate; V = partite vinte; P = partite perse

### Statistiche dei giocatori
| Giocatore     | Serie A1 | Serie A1 | Serie A1 | Serie A1 | Serie A1 | Totale | Totale | Totale | Totale | Totale |
| Giocatore     | P        | PT       | AV       | MV       | BV       | P      | PT     | AV     | MV     | BV     |
| ------------- | -------- | -------- | -------- | -------- | -------- | ------ | ------ | ------ | ------ | ------ |
| G. Civitico   | 7        | 2        | 2        | 0        | 0        | 7      | 2      | 2      | 0      | 0      |
| S. de Almeida | 17       | 83       | 70       | 6        | 7        | 17     | 83     | 70     | 6      | 7      |
| L. Imperiali  | 5        | 0        | 0        | 0        | 0        | 5      | 0      | 0      | 0      | 0      |
| S. Loda       | 19       | 192      | 168      | 9        | 15       | 19     | 192    | 168    | 9      | 15     |
| L. Melandri   | 19       | 131      | 81       | 43       | 7        | 19     | 131    | 81     | 43     | 7      |
| S. Mirković   | 19       | 64       | 46       | 8        | 10       | 19     | 64     | 46     | 8      | 10     |
| A. Mitchem    | 19       | 231      | 199      | 22       | 10       | 19     | 231    | 199    | 22     | 10     |
| R. Olivotto   | 19       | 137      | 80       | 51       | 6        | 19     | 137    | 80     | 51     | 6      |
| V. Prandi     | 16       | 14       | 10       | 3        | 1        | 16     | 14     | 10     | 3      | 1      |
| I. Sirressi   | 19       | 0        | 0        | 0        | 0        | 19     | 0      | 0      | 0      | 0      |
| M. Smarzek    | 19       | 315      | 270      | 33       | 12       | 19     | 315    | 270    | 33     | 12     |
| K. Van Ryk    | 14       | 64       | 58       | 1        | 5        | 14     | 64     | 58     | 1      | 5      |

P = presenze; PT = punti totali; AV = attacchi vincenti; MV = muri vincenti; BV = battute vincenti